# 오셰스호브역
오셰스호브(스웨덴어: Åkeshov) 역은 스톡홀름 서부 노라 엥뷔에 있는 스톡홀름 지하철의 역이다. 1952년 10월 26일 개업하였다. 오셰스호브 성과 베리슬라그 가 사이에 있다. 2면 3선식 승강장을 사용하며, 중간 승강장은 회차선으로 사용한다. T17호선은 이 역에서 종착하며, T19호선은 서쪽으로 계속 진행한다. 평균 평일 이용객은 3000명이다.
미술 작품으로는 칼 프레드릭 루테르스베르드(Carl Fredrik Reuterswärd)의 장전된 총("Den knutna revolvern")이 1998년 설치되었다. 피트야 역 및 로스라그스 선의 테뷔 센트룸 역에 동일한 작품의 복제본이 설치되어 있다. 가장 유명한 복제본은 뉴욕에 있는 UN 본부에 설치된 것이다.
2003년 5월 19일 한 사람이 이 역을 돌아다니면서 철봉을 휘두르던 사고가 있었다. 그는 트롤과 싸우고 있다고 생각하였고, 철봉에 맞은 사람 중 1사람이 사망하였다. 이후 용의자는 정신과 치료를 받았다.

## 인접한 역
| 그뢰나 선                     | 그뢰나 선 | 그뢰나 선                  |
| ----------------------------- | --------- | -------------------------- |
| 엥뷔플란 헤셀뷔 스트란드 방면 | T19       | 브롬마플란 학세트라 방면   |
| 시·종착역                     | T17       | 브롬마플란 스카르프넥 방면 |